# 固辉
固辉（1930年—2013年9月10日），原名顾建业，曾用名顾辉，辽宁省盖县人，中国人民解放军高級將領，上将军衔。

## 生平
1948年加入中國共產黨，曾參與遼瀋戰役、平津戰役、朝鲜战争等。六四后从解放军戒严部队副司令员，1985年6月，任济南军区副司令员、党委常委。1990年任南京军区司令員。1988年9月被授予中将军衔。1994年6月晉升上将军衔。中共第十三届中央候补委员，十四届中央委员，第九届全国政协常务委员。
2013年9月10日在南京病逝，享年83歲。